# Рославльско-Новозыбковская наступательная операция
Рославльско-Новозыбковская наступательная операция (30 августа — 12 сентября 1941 года) — первая значительная наступательная операция советских войск в Великой Отечественной войне, произведённая силами целого фронта.
Наступление Брянского фронта с целью разгрома 2-й танковой группы вермахта, составная часть Смоленского сражения. Первая крупная войсковая операция советских войск, в которой позади наступавших были массово задействованы армейские заградотряды, подчинявшиеся непосредственно армейскому командованию.

## Предшествующие события
В ходе Смоленского сражения советские войска Западного и Центрального фронтов ценой больших потерь и утраты значительной территории значительно ослабили ГА «Центр» (генерал-фельдмаршал Ф. фон Бок) и приостановили продвижение немцев на московском направлении.
Южнее, в полосе Юго-Западного фронта советские войска к концу августа успешно отражали натиск немецкой группы армий «Юг» на Киевском направлении, но были далеко оттеснены на флангах.
В целом, хотя советские войска и несли огромные потери, но план молниеносного разгрома СССР «Барбаросса» сорвали. Достичь поставленных немцами целей на трёх главных направлениях оказалось невыполнимой задачей. Верховное командование вермахта пересмотрело планы ведения войны и задумалось над направлением главного удара.
В конце концов Гитлер временно приостановил наступление на Москву и решил, воспользовавшись удачной для немцев конфигурацией линии фронта под Киевом, окружить и полностью уничтожить войска Юго-Западного фронта. Это давало Германии богатейшие в экономическом плане территории Украинской ССР.

## Планы сторон

#### Вермахт
С московского направления сняли танки Гудериана — ТГ-2. Им поставили задачи:
- выйти в глубокий тыл главным силам советского Ю-З фронта ударом из р-на Рославля на Трубчевск, Почеп, Лохвица, Конотоп, Стародуб
- соединиться с танками Клейста — ТГ-1, наступавшей с юга
- замкнуть кольцо окружения вокруг Юго-Западного фронта

Главный удар предстояло наносить немецкому 47-му МК (генерал Лемельзен), включавшему 17-й и 18-й ТД, 29-й МД.
Удар на Новгород-Северский — Ворожба — Знобь-Трубчевская предстояло наносить 24-му МК (генерал Швеппенбург), включавшему 3-й и 4-й ТД, 10-ю моторизованную дивизию.
28 августа немецкие войска перешли в наступление. Главный удар они нанесли как раз через разрыв линии фронта западнее Новгорода-Северского. Для советского командования полной неожиданностью оказалась столь быстрая перегруппировка группы Гудериана, изготовка к выполнению новой задачи в кратчайший срок и переход в наступление.
Советские 3-я и 13-я армии, занимавшие оборону на этом участке, не выдержали удара и беспорядочно отошли.

#### РККА
Ко времени наступления БФ (50-я, 3-я, 13-я, 21-я армии) под командованием генерал-полковника Андрея Еремёнко занимал оборону между Резервным и Юго-Западным фронтом, обеспечивал оборону гомельского направления и приходил в себя после тяжёлого поражения под Гомелем.
При этом 21-ю А отрезали от главных сил фронта западнее Новгорода-Северского (разрыв до 20 км). Все дивизии были значительно ослаблены, наибольший некомплект имелся в танках и артиллерии.
И тут ослабленным армиям приходит приказ наступать. Потому что выдался шанс ударить во фланг мчащимся на юг танкам Гудериана.
Начав наступление на юго-восток, немецкая 2-я ТГ перешла в состояние, характерное для глубокого прорыва. Моторизованные корпуса оторвались от пехоты и растянулись на широком фронте. Соединения Гудериана были разбросаны в глубину и по фронту на огромном протяжении — около 200 км.
Создалась обстановка, на которой строились контрудары 5-й и 26-й армий во второй половине июля и Смоленское сражение в июле. Появилась возможность атаковать растянутые на широком фронте подвижные соединения ударами пехоты и танков. Этим шансом не преминула воспользоваться советская сторона.
30 августа БФ получает задачи:
- атаковать во фланг наступающие войска Гудериана, уничтожить их в р-не Почеп — Трубчевск, Новгород-Северский — Новозыбков
- затем развить наступление на Кричев-Пропойск
- к 15 сентября выйти на рубеж Петровичи — Новозыбков[3].

Если наложить задачи на карту, то замысел операции - наступление по сходящимся направлениям с соединением у Стародуба 13-й А с 21-й А.
Таким образом, Рославльско-Новозыбковская операция РККА — это ответ на резкое изменение обстановки, началась она без всякой подготовки.
В полосе БФ действовала ТГ-2 и часть сил 2-й ПА (Вейхс) и 4-й ПА (Клюге). Советские войска превосходили противника в людях в 2,6 раза, в орудиях и миномётах — в 1,5 раза. Уступали немцам в танках в 1,6 раза, в самолётах — в 1,5 раза.
Всего на фронте в 250 км наступали три группировки РККА:
- В лесистом районе на Рославль предстояло действовать 50-й А Михаила Петрова.
- На Трубчевск — Стародуб наступала наиболее сильная группировка, созданная из 3-й А Крейзера. Она включала 6 стрелковых дивизий. И опергруппу генерал-майора Ермакова: 4-ю кавдивизию, 108-ю танковую дивизию и 141-ю танковую бригаду.
- На Новгород-Северский наступала группировка 13-й А Городнянского. В её составе: три стрелковых дивизии, две кавдивизии.

## Ход операции

### Танковое сражение под Трубчевском
Ещё до начала операции состоялось одно из первых массовых встречных танковых сражений ВОВ, длившееся целую неделю.
29 августа к месту дислокации выдвинулась опергруппа генерал-майора Ермакова (108-я ТД, 141-й ТБ и 4-я кавдивизия). Удар немцев застиг её на марше.
Встречное танковое сражение разыгралось 30-31 августа западнее Трубчевска. С немецкой стороны участвовало около 300 танков из 46-го МК.
108-я танковая дивизия попала в окружение, вела бой до 4 сентября и понесла большие потери. Из окружения вышли 1200 человек, 17 танков и 11 орудий. Потери дивизии: 500 человек убитыми и ранеными, 53 танка, 10 бронеавтомобилей, 30 орудий.
141-я ТБ  вступила в бой чуть позже, продолжала бороться до 9 сентября. Потеряла 80 человек убитыми и ранеными, 24 танка.
Бой под Трубчевском сковывал значительные силы немцев. Была спасена от разгрома 3-я А и сорвана попытка немцев захватить Трубчевск. По оценке командования Брянского фронта, к 7 сентября в этих боях уничтожили не менее 4000 немцев, до 115 танков, 45 орудий, 140 различных машин.

### Наступление РККА

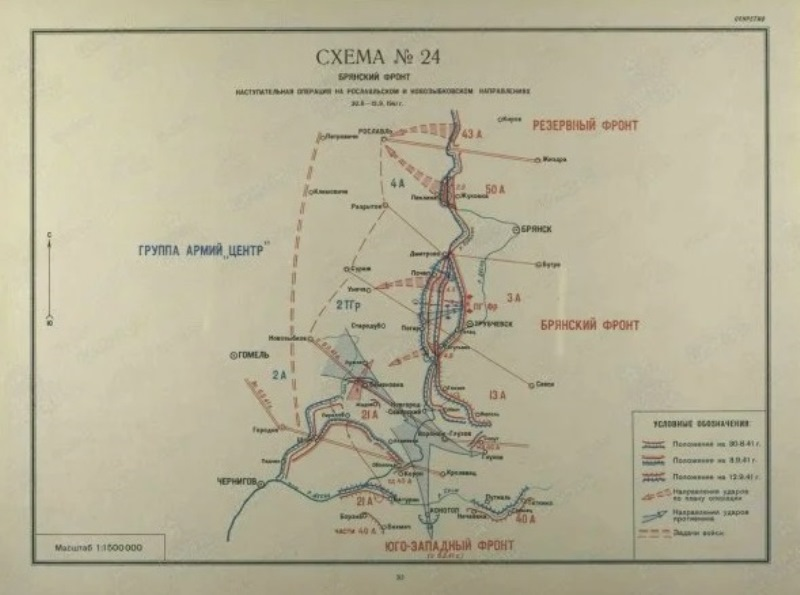
Рославльско-Новозыбковская наступательная операция

Перешедшие в наступление советские армии Брянского фронта не достигли больших успехов.
Так, самая северная 50-я А наступала на Рославль ударной группой (278-я, 279-я, 273-я, 290-я СД, 121-я ТБ). Совместно с ней действовала 43-я А Резервного фронта.
Их действия большого значения для событий на стыке Ю-ЗФ и БФ не имели. Задачей-максимум двух армий было локальное окружение немецких войск, которое могло вынудить развернуть танковые соединения Гудериана на выручку окруженных. Однако существенно продвинуться обе армии не смогли.
Наступление началось 2 сентября, но уже 4.09 было приостановлено, не дав существенных результатов. Ударной группировке Резервного фронта повезло ещё меньше — она была срезана под основание ударом немецкой 10-й ТД и окружена.

Впрочем, это облегчило задачу остальных армий БФ. Гудериан писал, как ему не хватало 10-й ТД:
Прорыв глубиной до 10 км, осуществленный русскими на участке 23-й ПД южнее Ельни, вызвал необходимость использования 10-й ТД для нанесения здесь фронтальной контратаки.
До 10 сентября 50-я А имела незначительные боевые столкновения преимущественно оборонительного характера.
Противостоящие ей 34-я, 31-я и 78-я пехотные дивизии 4-й ПА упорно действовали в обороне и сковали наступавшие части. Но для окончательной остановки советского наступления им пришлось перебросить сюда ещё три немецкие дивизии.
Упорные бои в центре вели 3-я А и 13-я А. Их поддерживала опергруппа Ермакова. Эти бои называют наиболее трудными и важными с точки зрения общего замысла. Однако здесь тоже не удалось достичь намеченных целей.
Наступление их ударных группировок, намеченное на утро 3 сентября, сорвало встречное наступление немцев южнее Почепа и у Стародуба.
Вечером 30 августа советскую 108-ю ТД (опергруппа Ермакова) атаковала 17-я ТД немцев, наступающая от Почепа на Трубчевск. Удар немцев застиг 108-ю ТД на марше в район сосредоточения. Бои шли в полосе действий 3-й А. Подробнее - в главе Танковое сражение под Трубчевском.
Итак, наступление 3-й армии Крейзера было сорвано, не успев начаться. Опергруппу Ермакова пришлось ввести в бой раньше срока. Вместо прорыва и рывка по тылам наступающих танков 108-я ТГ была вынуждена вести тяжелые оборонительные бои, вскоре выродившиеся в окружение и прорыв из него.
Прекращение наступления 3-й А позволило Гудериану 7 сентября снять с этого направления 17-ю ТД и 29-ю мотодивизию  и перебросить их против 13-й А. Оставшаяся против 3-й А 18-я ТД немцев вела сдерживающие бои и постепенно отходила на запад за р. Судость.
13-я А начала наступать согласно плану, 3 сентября, на Новгород-Северский, имея против себя части 48-го и частично 24-го мотокорпусов: 29-ю мотодивизию, 3-ю ТД , мотополк «Великая Германия».
К 7 сентября 13-я А оттеснила немцев за Десну почти на всем фронте (кроме р-на Новгород-Северский). Однако 8 сентября в район Шостка начали прибывать рокированные с фронта 13-й А части немецкой 17-й ТД. Сопротивление противника возросло, а наступательные возможности 13-й А. 9 сентября наступление продолжалось.
В итоге боев 2-10 сентября 3-я и 13-я А потеснили противника, достигнув рек Судость и Десна. Немцы отвели части на 15-20 км.

Не решив ни одну из поставленных Ставкой задач, БФ, тем не менее, существенно повлиял на обстановку на правом крыле Ю-ЗФ. 31 августа Гальдер констатировал:
Гудериан передвигал войска перед фронтом противника параллельно ему. Это привело к тому, что противник, естественно, атаковал его восточный фланг. Кроме того, причина такого положения - то, что его части, продвинувшиеся далеко на восток, оторвались от войск 2-й пехотной армии. В  результате образовалась брешь, которую противник и использовал, атаковав Гудериана также и с запада. Наступательная мощь южного крыла войск Гудериана настолько понизилась, что он лишился возможности продолжать наступление.
Южнее всех 21-я армия Кузнецова пыталась соединиться с 13-й А. Однако ликвидировать разрыв в линии фронта не удалось. 
Стрелковые дивизии 21-йА были обескровлены. Из-за больших потерь в предыдущих боях наступать смогли только 32-я, 43-я, 47-я кавдивизии. Они незначительно продвинулись, освободив ряд населенных пунктов. Но главную задачу - задержать Гудериана, рвущегося на юг, - выполнить не сумели.
С 31 августа на 23-й и 66-й СК непрерывно нажимали с запада четыре дивизий 2-й ПА. 2 сентября под фланговый удар попал 67-й СК - по нему ударила моторизованная дивизия СС «Рейх».
21-я А начала отход. 4 сентября, когда в полосе 3-й и 13-й А начались упорные наступательные бои, войска 21-й А уже отступали на юг. Замысел операции Брянского фронта терял всякий смысл.
Более того, немецкие войска расширили разрыв между советскими фронтами до 60 км. 6 сентября 21-ю армию передали Ю-З фронту.

### Помощь советских ВВС
Рославльско-Новозыбковская операция стала дебютом Резервных авиагрупп (РАГ РГК). Это группа бомбардировочных, штурмовых и истребительных авиаполков, объединённых под одним управлением и подчиненных непосредственно Главному Командованию. Цель образования - массирование ВВС на важнейшем стратегическом направлении. До этого ударная авиация была распределена между армиями и фронтами, и массирование усилий ВВС было затруднительно даже в масштабах фронта. В руках Ставки оказывались лишь стратегические бомбардировщики, и управлять воздушной обстановкой из Москвы могли только передачей в состав армий и фронтов авиадивизий из внутренних округов.
С таким положением вещей Ставка, разумеется, мириться не стала. 21 августа командующий ВВС РККА Жигарев издал приказ №0087 о формировании 1-й резервной авиагруппы (1-й РАГ). В её составе вошёл 215-й штурмовой авиаполк, 99-й ближнебомбардировочный полк, 217-й и 31-й авиаполки.
Всего на 30 августа в составе группы насчитывалось 95 самолётов. Создание РАГ стало важной вехой в совершенствовании оперативного использования ВВС Красной Армии.
На помощь войскам Брянского фронта задействовали крупные силы авиации. Всего 28 августа-5 сентября для разгрома немецкой 2-й ТГ проводилась воздушная операция с участием 464 боевых самолётов. Кроме 1-й РАГ в операции участвовали ВВС Брянского фронта (генерал-майор авиации Ф. П. Полынин).
Всего самолёты совершили свыше 4000 самолёто-вылетов, нанесли удары по колоннам противника в районе Унечи, Стародуба, Новгород-Северского. Немцам причинили определённый урон: по советским данным, уничтожено свыше 100 танков и 20 бронетранспортёров, взорван склад боеприпасов и сбито 47 немецких самолётов.
Но существенного успеха добиться не удалось. Действия авиации слабо координировались с наземным командованием, наземная обстановка при этом учитывалась недостаточно. Так, мощные удары 1-й РАГ до 3 сентября не достигали цели потому, что войска 3-й А не были готовы к наступлению - они вели оборонительные бои против 47-го мотокорпуса. Начавшееся же 4 сентября наступление 3-й и 13-й А авиация не поддержала из-за нелетной погоды.
Не удалось завоевать и господства в воздухе, наша авиация несла большие потери.

## Итоги операции и потери сторон
Ставка уделяла действиям Брянского фронта пристальное внимание. Сталин директивами от 1 и 2 сентября настойчиво требовал полностью разгромить ТГ-2 Гудериана. Несмотря на это, целей советские атаки не достигли.
К 10-12 сентября наступление советских войск на всех направлениях прекратилось. Главная задача операции — разгром 2-й танковой группы немцев — выполнена не была.
Немецкий план по окружению и разгрому советского Юго-Западного фронта был выполнен. Войска Гудериана выполнили задачу полностью, хотя и задержались на несколько дней. Противник сорвал наступление Брянского фронта в самом его начале, причем меньшими силами, продемонстрировав умение быстро переходить от наступления к обороне.
Генерал-полковник Гудериан в мемуарах признавал упорство советских войск в наступлении и тяжесть боев, происходивших на Десне.

Генерал Ерёменко считал свои действия в Рославльско-Новозыбковской операции успешными: 
Территориальное продвижение было, конечно, небольшое, но оперативное значение контрудара нельзя недооценивать. В этот период, когда противник владел инициативой, когда его танковые удары, поддержанные авиацией, следовали один за другим, состояние наших войск, вынужденных отступать вглубь страны, было тяжелым. Активные и решительные действия наших войск, какими явились контрудары против самого сильного и подвижного противника, причем такие контрудары, в результате которых удалось потеснить врага, сыграли большую роль. Это много давало для укрепления морального духа войск, в то время это было ярким проявлением геройства и доблести, показателем высоких боевых качеств советских воинов.
В этих боях мы закалились, ещё лучше познали противника, научились его бить. Танкобоязнь, которой была заражена часть наших войск в начальный период войны, стала исчезать.
Контрудары сыграли большую роль для накопления опыта, который сослужил нам неоценимую службу… Общие потери гитлеровцев к концу операции составляли около 20 тыс. убитыми, ранеными и пленными. Наши войска уничтожили до 300 вражеских танков, около 1000 автомашин, до 200 самолётов. Большое количество станковых и ручных пулемётов, миномётов и несколько тысяч винтовок было захвачено нами в виде трофеев.
Ерёменко А. И. «В начале войны». — М.: «Нaука», 1965. — 510 стр. с илл.— доп. тир. 5000 экз. — Глава 7: «Новый фронт»
В ходе операции 11 сентября — «за отличное руководство боевыми действиями на фронте» — Еременко присвоили звание генерал-полковника.
Оптимизм Ерёменко не разделяют многие современники и историки. Войска Брянского фронта могли если не полностью сорвать, то помешать авантюрным планам Гудериана — ударить на юг под угрозой крупных советских сил на фланге и со своими коммуникациями, идущими вдоль фронта.

Однако командование Брянского фронта не добилось успеха в операции. И замысел немецкого командования разгромить Ю-З фронт полностью реализовался. 
После войны по-разному объясняются одни и те же действия войск. Уже Ерёменко забыл обещание разбить «подлеца Гудериана», уже забыто, что войска Гудериана тогда двинулись на юг и окружали войска Юго-Западного фронта, а Брянский фронт не воспрепятствовал этому.
Теперь маршал Ерёменко пытается убедить всех, что он успешно выполнил задачу, поставленную ему лично Сталиным: «Мы можем сказать, что войска Брянского фронта добросовестно выполнили основную задачу, поставленную перед нами Ставкой, не допустить прорыва группы Гудериана через Брянск на Москву».
Но Гудериан и не шёл в то время на Москву, а двигался вдоль реки Днепр для соединения с Клейстом, окружая войска Юго-Западного фронта. Недостоверность утверждения Ерёменко сегодня очевидна, так как он «защитил» Москву от удара, который по ней в то время не наносился.
Карпов В. «Маршал Жуков, его соратники и противники в годы войны и мира». Книга I. М.:Воениздат,1992. — ISBN 5-203-01006-4.
Потери по советским данным:
В Рославльско-Новозыбковской операции 1-11 сентября противник потерял убитыми 3486 человек, пленными 77 человек. Утратили 288 танков, 150 орудий, 30 миномётов, 54 самолёта, более 600 пулемётов, винтовок и других средств.
Войска Брянского фронта 1-10 сентября (без 21-й армии) потеряли убитыми 3873 человека, ранеными с эвакуацией в госпиталь — 11 464 человека, пропавшими без вести — 14 904 человека, попало в плен 68 человек.
Утрачено 134 танка, 31 орудие, 59 самолётов. В «Военной энциклопедии» 2002 г. потери советских войск существенно занижены (без 21-й армии — около 4 тыс. человек).

## Причины неудачи
Рославльско-Новозыбковская операция — первая значительная наступательная операция советских войск в Великой Отечественной войне, проведенная силами фронта. Неудача — следствие ряда и объективных причин, и недостатков со стороны советского командования.
Объективные причины:
- спонтанный характер операции, отсутствие времени на подготовку
- отсутствие резервов для развития успеха
- некомплект войск и техники
- противник полностью владел стратегической инициативой.

Недостатки при подготовке и ведении операции:
- неудовлетворительная организация взаимодействия между наступавшими соединениями. Каждая армия прорывала фронт врага самостоятельно. В полосе армий многие дивизии тоже выполняли свои задачи разрозненно, самостоятельно. Фронтовые ударные группировки не создавались. Армейские группировки представляли собой механически сгруппированные стрелковые или кавалерийские дивизии без средств усиления и без единого управления — ими руководил непосредственно командующий армией,
- неудачный план операции — вместо сосредоточения сил фронта на решении главной задачи разгрома группировки Гудериана, самая сильная 50-я армия наступала севернее и вела борьбу с 4-й полевой армией противника, не содействуя тем самым успеху операции,
- слабое взаимодействие между наземными войсками и авиацией,
- нерешительность действий войск фронта,
- распыление сил между стародубским, рославльским и новозыбковским направлениями,
- отсутствие манёвра в тактическом плане, преобладание лобовых ударов на одних и тех же направлениях[15].